# Policarp Hortolà
Policarp Hortolà (Badalona, 13 settembre 1958) è un biologo spagnolo.
Ha scoperto e sistematizzato le diverse morfologie degli eritrociti, globuli rossi, nelle macchie di sangue dei mammiferi, ricerca originale su cui si basa la nuova scienza dell'emotafonomia, di cui è considerato il fondatore. L'applicazione di questa nuova branca delle conoscenze scientifiche è rilevante in biologia forense, archeologia preistorica e microscopia.

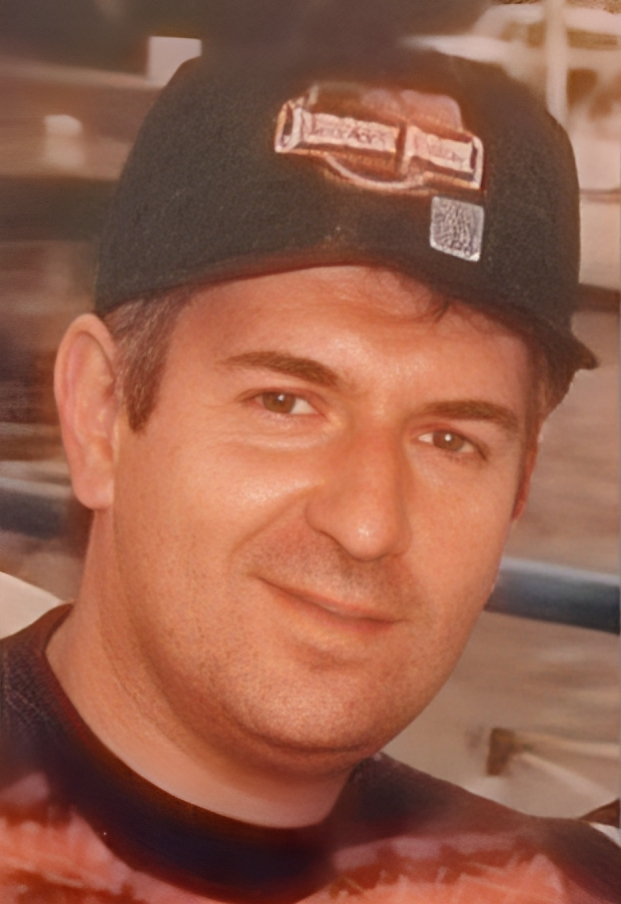
Policarp Hortolà (ca. 1996).

## Biografia
Ha unito gli ultimi tre anni di educazione secondaria con gli studi professionali in chimica di laboratorio. Ha studiato Scienze Biologia presso l'Università di Barcellona (UB). Sebbene la sua vocazione fin dalla infanzia fosse la zoologia e, in particolare, l'etologia, diverse circostanze lo portarono infine a esplorare altri ambiti della biologia. Ha completato il programma di dottorato Registro sedimentario ed evoluzione paleoambientale presso il Dipartimento di Stratigrafia e Paleontologia dell'UB. Dopo aver completato il programma di dottorato, ha ricevuto una borsa di studio dal CSIC (CNR spagnolo) per fare ricerche nell'Area della Preistoria dell'Università Rovira i Virgili (URV), nell'ambito del Gruppo di ricerca di Atapuerca. Ha conseguito il dottorato di ricerca presso questa università con la tesi Morfologia degli eritrociti di mammifero nelle macchie di sangue: studio sui materiali litica di interesse tecnopreistorico (in spagnolo), ricevendo il Premio Straordinario di Dottorato di Ricerca. 
Fino al suo pensionamento nel maggio 2025, è stato Ricercatore Ordinario presso l'URV dal 2002, essendo annesso all'Istituto Catalano di Paleoecologia Umana ed Evoluzione Sociale (IPHES-CERCA) da suo creazione nel 2006. A giugno 2024, è stato eletto Fellow della Linnean Society of London.
A parte il suo attività di ricerca, ha insegnato le materie di Paleoecologia Umana, Epistemologia e Teoria della Conoscenza in Archeologia, Archeologia Molecolare, Genetica ed Epistemologia dell'Evoluzione. Ha pubblicato numerose articoli di ricerca, riflessione e divulgazione scientifica. È anche autore o coautore di diversi libri.

## Opere
- (ES)  1998. Datación por racemización de aminoácidos. Principios, técnicas y aplicaciones. Col. Tècnica no. 1. Barcelona: Edicions de la Universitat de Barcelona. ISBN 84-8338-011-0
- (CA)  2006. Entendre la ciència des de dins (o si més no intentar-ho). Reflexions, a través de la pràctica científica, entorn d'una visió epistemològica per al tercer mil·lenni [coautore con Eudald Carbonell]. Col. Llavors d'idees no. 1. Tarragona: Publicacions Universitat Rovira i Virgili. ISBN 84-8424-071-1 [edizione spagnola, ampliata (2010): Entender la ciencia desde dentro (o por lo menos intentarlo). Reflexiones, a través de la práctica científica, en torno a una visión epistemológica para el tercer milenio. Col. Llavors d'idees no. 5. Tarragona: Publicacions Universitat Rovira i Virgili. ISBN 978-84-8424-164-5]
- (EN)  2013. The aesthetics of haemotaphonomy. Stylistic parallels between a science and literature and the visual arts. Sant Vicent del Raspeig (Alicante): Editorial Club Universitario. ISBN 978-84-9948-991-9.
- (CA)  2015. Ens farem humans? Un Homo sapiens amb consciència crítica d'espècie [coautore con Eudald Carbonell]. Col. Prisma no. 35. Valls: Cossetània Edicions. ISBN 978-84-9034-306-7
- (ES)  2017. Biomoléculas antiguas. Una introducción a la arqueología molecular. Sant Vicent del Raspeig (Alicante): Editorial Club Universitario. ISBN 978-84-16704-99-6.
- (EN) , (IT) 2022. Ritratti/Portraits [coautore con Pietro Costa, Chiara Spangaro, Robert C. Morgan e Rita Iacopino]. Milano: Silvana Editoriale. ISBN 978-88-3665-140-5.
- (ES)  2023. Epistemología de la evolución. Una introducción a sus bases científico-filosóficas. Sant Vicent del Raspeig (Alicante): Editorial Club Universitario. ISBN 978-84-12545-49-4.